# Alan Hutton
Alan Hutton (nascut el 30 de novembre del 1984) és un exfutbolista professional escocès que jugava com a defensa central dret. Va ser internacional amb la selecció escocesa de futbol.